# Кубок Північної Ірландії з футболу 2007—2008
Кубок Північної Ірландії з футболу 2007–2008 — 128-й розіграш кубкового футбольного турніру в Північній Ірландії. Титул втретє поспіль здобув Лінфілд.

## Календар
| Раунд            | Дата                                            | Матчі | Клуби    |
| ---------------- | ----------------------------------------------- | ----- | -------- |
| Попередній раунд | 6 жовтня 2007                                   | 21    | 107 → 86 |
| Перший раунд     | 6 жовтня 2007                                   | 16    | 86 → 70  |
| Другий раунд     | 27 жовтня 2007                                  | 8     | 70 → 62  |
| Третій раунд     | 24 листопада 2007                               | 20    | 62 → 42  |
| Четвертий раунд  | 15 грудня 2007                                  | 10    | 42 → 32  |
| 1/16 фіналу      | 12 січня 2008, 15-29 січня 2008 (перегравання)  | 16+5  | 32 → 16  |
| 1/8 фіналу       | 9 лютого 2008, 12 лютого 2008 (перегравання)    | 8+2   | 16 → 8   |
| 1/4 фіналу       | 1 березня 2008, 4-5 березня 2008 (перегравання) | 4+2   | 8 → 4    |
| 1/2 фіналу       | 29 березня 2008, 1 квітня 2008 (перегравання)   | 2+1   | 4 → 2    |
| Фінал            | 3 травня 2008                                   | 1     | 2 → 1    |

## 1/16 фіналу
| Команда 1         | Рахунок | Команда 2          |
| ----------------- | ------- | ------------------ |
| 12 січня 2008     |         |                    |
| Ардс              | 1:1     | Брентвуд           |
| Армаг Сіті        | 1:5     | Крузейдерс         |
| Балліклер Комрадс | 0:0     | Баллімоні Юнайтед  |
| Бенбрідж Таун     | 2:3     | Аббі Вілла         |
| Колрейн           | 1:0     | Тобермор Юнайтед   |
| Доунгал Селтік    | 3:0     | Каррік Рейнджерс   |
| Дандела           | 4:0     | Портстюарт         |
| Гленавон          | 1:2     | Бангор             |
| Гленторан         | 0:0     | Лісберн Дістіллері |
| Інститут          | 6:0     | Данмуррі Рекріейшн |
| Кіллілей Ют       | 0:1     | Даунпатрік         |
| Ларн              | 2:3     | Кліфтонвілль       |
| Лімаваді Юнайтед  | 1:1     | Данганнон Свіфтс   |
| Лофгол            | 0:3     | Лінфілд            |
| Ньюрі Сіті        | 2:2     | Балліміна Юнайтед  |
| Портадаун         | 1:0     | Ньюінгтон Ют Клаб  |

Перегравання
| Команда 1          | Рахунок      | Команда 2         |
| ------------------ | ------------ | ----------------- |
| 15 січня 2008      |              |                   |
| Ардс               | 0:1          | Брентвуд          |
| 16 січня 2008      |              |                   |
| Лісберн Дістіллері | 1:3          | Гленторан         |
| 22 січня 2008      |              |                   |
| Балліміна Юнайтед  | 0:0 пен. 2:4 | Ньюрі Сіті        |
| 23 січня 2008      |              |                   |
| Данганнон Свіфтс   | 2:1          | Лімаваді Юнайтед  |
| 29 січня 2008      |              |                   |
| Балліклер Комрадс  | 1:0          | Баллімоні Юнайтед |

## 1/8 фіналу
| Команда 1         | Рахунок | Команда 2  |
| ----------------- | ------- | ---------- |
| 9 лютого 2008     |         |            |
| Кліфтонвілль      | 1:0     | Крузейдерс |
| Балліклер Комрадс | 2:2     | Інститут   |
| Колрейн           | 5:1     | Брентвуд   |
| Доунгал Селтік    | 1:0     | Аббі Вілла |
| Лінфілд           | 3:0     | Бангор     |
| Данганнон Свіфтс  | 0:2     | Гленторан  |
| Ньюрі Сіті        | 1:1     | Дандела    |
| Портадаун         | 2:1     | Даунпатрік |

Перегравання
| Команда 1      | Рахунок | Команда 2         |
| -------------- | ------- | ----------------- |
| 12 лютого 2008 |         |                   |
| Інститут       | 2:0     | Балліклер Комрадс |
| Дандела        | 0:1     | Ньюрі Сіті        |

## 1/4 фіналу
| Команда 1      | Рахунок | Команда 2      |
| -------------- | ------- | -------------- |
| 1 березня 2008 |         |                |
| Кліфтонвілль   | 4:3     | Портадаун      |
| Інститут       | 0:0     | Колрейн        |
| Гленторан      | 1:2     | Доунгал Селтік |
| Ньюрі Сіті     | 1:1     | Лінфілд        |

Перегравання
| Команда 1      | Рахунок | Команда 2  |
| -------------- | ------- | ---------- |
| 4 березня 2008 |         |            |
| Колрейн        | 5:1     | Інститут   |
| 5 березня 2008 |         |            |
| Лінфілд        | 4:0     | Ньюрі Сіті |

## 1/2 фіналу
| Команда 1       | Рахунок | Команда 2      |
| --------------- | ------- | -------------- |
| 29 березня 2008 |         |                |
| Кліфтонвілль    | 1:2     | Лінфілд        |
| Колрейн         | 1:1     | Доунгал Селтік |

Перегравання
| Команда 1     | Рахунок | Команда 2      |
| ------------- | ------- | -------------- |
| 1 квітня 2008 |         |                |
| Колрейн       | 2:1 дч  | Доунгал Селтік |

## Фінал
| 3 травня 2008 |

| Лінфілд          | 2:1      | Колрейн       |
| ---------------- | -------- | ------------- |
| Томпсон 49', 52' | Протокол | Маклафлін 19' |

| Віндзор Парк, Белфаст Глядачів: 8 452 Арбітр: Девід Малкольм |